# قائمة المكتبات المدمرة
لقد تعرضت المكتبات للتدمير المُتعمد أو بالصدفة أو تضررت بشدة. في بعض الأحيان يتم تدمير المكتبة عمدا كشكل من أشكال التطهير الثقافي.
هناك أمثلة على مكتبات دمرت بدون قصد؛ بسبب أفعال الإنسان. وتعرضت أُخرى لأضرار بسبب الكوارث الطبيعية كالزلازل أو الفيضانات أو الحرائق الغير مقصودة.
حدثت حرائق المكتبة بشكل متقطع عبر القرون: ومن الأمثلة البارزة على ذلك تدمير مكتبة الإسكندرية، وتدمير مكتبة نالاندا في الهند، والحرق الغير مقصود لـمكتبة الدوقة آنا أماليا في فايمار، ألمانيا.

## الأسباب والوقاية
في أوقات سابقة، اعتُبرت الـعفونة مشكلة رئيسية في العديد من المكتبات، وبالتالي كان التركيز في تصميم المكتبة؛ بحيث يسمح بزيادة تدفق الهواء، مثلاً، عن طريق ترك فتحات تحت الرفوف في الطوابق المُتجاورة. في حالة الحريق، سيتم سحب النيران من أرضية إلى أرضية؛ بواسطة تدفق الهواء، مؤدياً فعلاً بلا شك إلى تدمير المكتبة بأكملها؛ بدلاً من مجرد جزء صغير.[بحاجة لمصدر]
أدى التطور التكنولوجي إلى تقليل احتمالية تدمير مجموعة المكتبة بالنيران. ويشمل ذلك شاشات المياه، أبواب الحريق، غُرف التجميد، أجهزة الإنذار، كاشفات الدخان، منظومة الإطفاء، ومولدات الطوارئ. عادة ما يتم تغيير المكتبات القديمة؛ عن طريق إغلاق فتحات تدفق الهواء، وتركيب أبواب الحريق وأجهزة الإنذار والرشاشات. تكييف الهواء يُقلل من مشاكل العفن. هذه كلها أجزاء أساسية؛ لتصميم المكتبة الجديدة.
لا يمكن الإصلاح؛ إذا ما تم حرق الكتاب، فمن المقبول: أنه من الأفضل إطفاء النار بالماء ثم تجفيف الكتب. عندما يُدمر العفن الورق، يتم تجميد الكتب؛ إلى أن يتم تجفيفها. ستؤدي هذه العملية إلى إتلاف الكتاب ولكن لن تدمره، وستكون المعلومات سليمة.
لتقليل إمكانية حدوث ضرر بسبب الحريق، أو لأسباب أخرى، وتقليل الوقت اللازم للإصلاح بعد وقوع حادثة مُدمرة، تحتاج المكتبات إلى خطة لإدارة الكوارث والإصلاح. قد تكون هذه عملية مستمرة، والتي ستشمل التطوير المهني بعد التحديثات التكنولوجية للموظفين الرئيسيين، وتدريب الموظفين المتبقين، وفحص مجموعات مُعدات الكوارث وصيانتها، واستعراض خطة الكوارث.
بالإضافة إلى ذلك، يتم إجراء فحوصات السلامة من الحرائق دورياً، وخاصة بالنسبة للمكتبات التاريخية. على سبيل المثال، خضعت مكتبة الكونغرس للمراقبة لمدة عام بدءًا من 2000. قبل قانون مساءلة الكونجرس 1995، كانت مكتبة الكونجرس وجميع مباني الكابيتول هيل مستثناة من قوانين السلامة. تثبت الموازنة بين الحفاظ التاريخي ومعايير السلامة المعاصرة؛ أنها مهمة صعبة "فحتى عملية إعادة تأهيل مكتبة الكونغرس لمدة 12 عامًا؛ والتي تمت في عام 1997، لم تعالج العديد من مخاطر الحرائق". ومع ذلك، بعد فحص مكتب الامتثال، أعلنت مكتبة الكونغرس إلتزامها الخالص "بتحقيق أعلى مستوى أمان ممكن" و"سيُقدم معماري الكابيتول ومكتبة الكونغرس تقريرًا عن تقدمهم إلى مكتب الامتثال كل ثلاثة أشهر".

## العمل البشري
| صورة          | اسم المكتبة | مدينة                                                                           | دولة                                                | تاريخ التدمير                                       | مرتكب الجريمة | سبب و/أو حساب التدمير | |
| ------------- | --- | ------------------------------------------------------------------------------- | --------------------------------------------------- | --------------------------------------------------- | --- | --- | --- |
|               | مكتبة آشور بانيبال | نينوى                                                                           | الإمبراطورية الآشورية الحديثة                       | 612 قبل الميلاد                                     | تحالف بلاد بابل والـسكوثيون والـميديون _ _ | تم تدمير نينوى في عام 612 قبل الميلاد على يد تحالف من البابليين والسكيثيين والميديين، وهم شعب إيراني قديم. يُعتقد أنه خلال احتراق القصر، من الضروري أن حريقًا هائلاً قد دمر المكتبة، مما تسبب في تحميص الألواح المسمارية الطينية جزئيًا. ساعد هذا الحدث المدمر المحتمل في الحفاظ على الألواح. وكذلك النصوص الموجودة على الألواح الطينية، ربما تم نقش بعض النصوص على ألواح شمعية؛ فُقدت بسبب طبيعتها العضوية. | |
|               | قصر شيانيانغ وأرشيف الدولة | شيانيانغ                                                                        | سلالة تشين الحاكمة                                  | 206 قبل الميلاد                                     | شيانغ يو | شيانغ يو، المتمرد على الإمبراطور تشين إير شي، قاد قواته إلى شيانيانغ في عام 206 قبل الميلاد. أمر بتدمير قصر شيانيانغ بالنار. | |
|               | مكتبة الإسكندرية | الإسكندرية                                                                      | المملكة البطلمية مصر (مقاطعة رومانية)               | محل خلاف                                            | محل خلاف | محل خلاف، انظر مكتبة الإسكندرية. | |
|               | المكتبة الإمبراطورية في لويانغ | لويانغ                                                                          | سلالة هان الحاكمة                                   | 189 م                                               | دونغ تشو | تم إحراق جزء كبير من المدينة، بما في ذلك المكتبة الإمبراطورية، عمدًا؛ عندما تم نقل سكانها أثناء عملية الإخلاء.:460–461 | |
|               | مكتبة بانتينوس | أثينا                                                                           | اليونان الرومانية                                   | 267                                                 | هيروليون | تم تدميرها في عام 267 بعد الميلاد، أثناء الغزو الهيرولي، وفي القرن الخامس؛ تم دمجها في مبنى كبير ذو بهو معمد. | |
|               | مكتبة هادريان | أثينا                                                                           | اليونان الرومانية                                   | 267                                                 | هيروليون | تعرضت المكتبة لأضرار جسيمة بسبب الغزو الهيرولي عام 267، وتم إصلاحها على يد الحاكم هرقل في عام 407-412 م. | |
|               | مكتبة أنطاكية | أنطاكية (مدينة تاريخية)                                                         | سلوقيون سوريا (ولاية رومانية)                       | 364                                                 | الإمبراطور جوفيان | كانت المكتبة ممتلئة بشكل كبير بمساعدة سلف المجرم الغير مسيحي، يوليان المرتد. | |
|               | سرابيوم (الإسكندرية) | الإسكندرية                                                                      | المملكة البطلمية مصر (مقاطعة رومانية)               | 392                                                 | ثيوفيلس (بابا الإسكندرية) | بعد تحويل معبد سيرابيس إلى كنيسة، دُمرت المكتبة. | |
|               | مكتبة الحكم المستنصر بالله | قرطبة                                                                           | الأندلس                                             | 976                                                 | المنصور بن أبي عامر وعلماء الدين | تم تدمير جميع الكتب المؤلفة من "العلم القديم" في موجة من الأرثوذكسية المتطرفة. | |
|               | مكتبة الري | الري (إيران)                                                                    | الدولة البويهية                                     | 1029                                                | السلطان محمود الغزنوي | أُحرقت المكتبة وجميع الكتب التي اُعتبرت هرطقة(مبتدعة). | |
|               | مكتبة ابن سينا | أصفهان                                                                          | بنو كاكوية                                          | 1034                                                | مسعود بن محمود الغزنوي | بعد فتح مدينة أصفهان، تم تدمير مكتبة ابن سينا. | |
|               | مكتبة في دير سازافا | سازافا                                                                          | الإمبراطورية الرومانية المقدسة                      | ج.1097                                              | أبوت ديتارد | بعد رحيل البينديكتين السلافيين من دير سازافا، دمر رئيس الدير الجديد جميع الكتب المكتوبة بالـسلافونية كنسية قديمة. | |
|               | مكتبة بنو عمار (دار العلم) | طرابلس (لبنان)                                                                  | الدولة الفاطمية                                     | 1109                                                | الصليبيين | بعد استسلام شرف الدولة لـبالدوين الأول ملك القدس، قام مرتزقة جنوة بإحراق ونهب جزء من المدينة. حُرقت مكتبة دار العلم. | |
|               | مكتبة غزنة | غزنة                                                                            | الـغوريون                                           | 1151                                                | علاء الدين حسين | تم نهب المدينة وإحراقها لمدة سبعة أيام. دُمرت المكتبات والقصور التي أقامتها السلالة الغزنوية. | |
|               | مكتبة نيسابور | نيسابور                                                                         | الدولة السلجوقية                                    | 1154                                                | أتراك الأوغوز | دُمرت المدينة جزئيا، ونُهبت المكتبات وأُحرقت. | |
|               | نالاندا | نالاندا                                                                         | الهند                                               | 1193                                                | اختيار الدين محمد بن بختيار الخلجي | تم نهب مجمع جامعة نالاندا (المستودع الأكثر شهرة للمعرفة البوذية في العالم في ذلك الوقت) من قبل الغزاة المسلمين الأتراك تحت قيادة المجرم؛ يُعتبر هذا الحدث علامة فارقة في تراجع البوذية في شبه القارة الهندية. | |
|               | مكتبة القسطنطينية | القسطنطينية                                                                     | الإمبراطورية البيزنطية                              | 1204                                                | الصليبيون | وفي عام 1204 أصبحت المكتبة هدفًا لنبلاء الحملة الصليبية الرابعة. تم تدمير المكتبة نفسها وحرق محتوياتها أو بيعها. | |
|               | مكتبة قلعة ألموت | قلعة ألموت                                                                      | إيران                                               | 1256                                                | إمبراطورية المغول | دُمرت المكتبة بعد حملة المغول ضد النزاريين. | |
|               | بيت الحكمة | بغداد                                                                           | العراق                                              | 1258                                                | إمبراطورية المغول | دُمرت خلال سقوط بغداد (1258) | |
|               | مكتبات القسطنطينية | القسطنطينية                                                                     | الإمبراطورية البيزنطية                              | 1453                                                | الأتراك العثمانيون | بعد سقوط القسطنطينية، تم إبعاد أو بيع أو تدمير مئات أو آلاف المخطوطات من مكتبات القسطنطينية. | |
|               | مكتبة المدرسة | غرناطة                                                                          | تاج قشتالة                                          | 1499                                                | الكاردينال سيسنيروس | تعرضت المكتبة للنهب من قبل قوات الكاردينال سيسنيروس في أواخر عام 1499، وتم نقل الكتب إلى ساحة بيب رامبلا ، حيث تم حرق معظمها. | |
|               | مكتبة كورفينيان | بودا                                                                            | هنغاريا                                             | 1526                                                | الأتراك العثمانيون | تم تدمير المكتبة على يد العثمانيين في معركة موهاج . | |
|               | المكتبات الرهبانية | إنكلترا                                                                         | إنكلترا                                             | 1530s                                               | المسؤولين الملكيين | تم تدمير المكتبات الرهبانية أو تفريقها بعد حل الأديرة على يد هنري الثامن . | |
|               | كلية جلاسنى | بنرين ، كورنوال                                                                 | إنكلترا                                             | 1548                                                | المسؤولين الملكيين | أدى تحطيم ونهب كليات الكورنيش في غلاسني وكرانتوك إلى وضع حد للمنح الدراسية الرسمية التي ساعدت في الحفاظ على لغة الكورنيش والهوية الثقافية الكورنيش. | |
|               | السجلات على جوزو | جوزو                                                                            | مستشفى مالطا                                        | 1551                                                | الأتراك العثمانيون | فُقدت أو دمرت معظم السجلات الورقية الموجودة في جوزو أثناء الغارة العثمانية عام 1551. إن الغارة "أدت إلى التدمير شبه الكامل للأدلة الوثائقية للحياة في جوزو في العصور الوسطى". | |
|               | مخطوطات المايا في يوكاتان | الفول السوداني ، يوكاتان                                                        | المكسيك وغواتيمالا                                  | 1562-07-12                                          | دييغو دي لاندا | كتب الأسقف دي لاندا، وهو راهب فرنسيسكاني وغزا أثناء الغزو الإسباني ليوكاتان : "لقد وجدنا عددًا كبيرًا من الكتب التي تتناول هذه الشخصيات، وبما أنها لا تحتوي على أي شيء لا يمكن اعتباره خرافات وأكاذيب الشيطان، لقد أحرقناهم جميعًا، الأمر الذي ندموا عليه (المايا) بدرجة مذهلة، والذي سبب لهم الكثير من المعاناة". هناك ثلاثة مخطوطات موجودة فقط تعتبر على نطاق واسع أصلية بلا شك. | |
|               | مكتبة راجلان | قلعة راجلان                                                                     | ويلز                                                | 1646                                                | الجيش البرلماني | تم إحراق مكتبة إيرل وورسستر أثناء الحرب الأهلية الإنجليزية على يد قوات بقيادة توماس فيرفاكس | |
| مكتبة زالوسكي | وارسو | الكومنولث البولندي الليتواني / بولندا المحتلة من قبل ألمانيا ( الحكومة العامة ) | 1794/1944                                           | الجيش الإمبراطوري الروسي / القوات الألمانية النازية | بعد انتفاضة كوسيوسكو (1794)، قامت القوات الروسية، بناءً على أوامر القيصرة كاثرين الثانية ، بالاستيلاء على مقتنيات المكتبة ونقلها إلى مجموعتها الشخصية في سانت بطرسبرغ ، حيث شكلت بعد عام حجر الزاوية للمكتبة الإمبراطورية العامة المؤسسة حديثًا . تعرضت أجزاء من المجموعات للتلف أو التدمير بسبب سوء التعامل معها أثناء إخراجها من المكتبة ونقلها إلى روسيا، كما سُرق الكثير منها. وفقًا للمؤرخ يواكيم ليليويل ، فإن كتب زالوسكي "يمكن شراؤها بالسلة من غرودنو ". تم توزيع المجموعة لاحقًا على العديد من المكتبات الروسية. عادت بعض أجزاء مجموعة زالوسكي إلى بولندا في تاريخين منفصلين في القرن التاسع عشر: 1842 و1863. استعادت حكومة الجمهورية البولندية الثانية المعاد تأسيسها في عشرينيات القرن الماضي بعض مقتنيات مكتبة زالوسكي السابقة من الاتحاد السوفييتي الروسي . الجمهورية الاتحادية الاشتراكية بعد معاهدة ريغا . تم تدمير المبنى الأصلي من قبل الألمان خلال الحرب العالمية الثانية . كما قام الجنود الألمان أيضًا بتدمير المجموعة عمدًا (المحفوظة في مكتبة كراسينسكي في ذلك الوقت - انظر أدناه) أثناء التدمير المخطط لوارسو في أكتوبر 1944، بعد انهيار انتفاضة وارسو. فقط 1800 مخطوطة و30.000 مادة مطبوعة من المكتبة الأصلية نجت من الحرب. بعد الحرب، أعيد بناء المبنى الأصلي في عهد الجمهورية الشعبية البولندية . | | |
|               | مكتبة الكونجرس | واشنطن العاصمة                                                                  | الولايات المتحدة                                    | 1814                                                | قوات من الجيش البريطاني | تم تدمير المكتبة خلال حرب عام 1812 عندما أشعلت القوات البريطانية النار في مبنى الكابيتول الأمريكي أثناء حرق واشنطن . كان هذا الهجوم انتقامًا لحرق مدينتي يورك ونياجرا الكنديتين على يد القوات الأمريكية في عام 1813. وبعد وقت قصير من تدميرها، أعيد إنشاء مكتبة الكونجرس، ويرجع الفضل في ذلك إلى حد كبير إلى شراء مكتبة توماس جيفرسون الشخصية في عام 1813. 1815. أدى حريق ثانٍ في 24 ديسمبر 1851 إلى تدمير جزء كبير من مجموعة مكتبة الكونجرس مرة أخرى، مما أدى إلى فقدان حوالي ثلثي مجموعة توماس جيفرسون وما يقدر بنحو 35000 كتاب في المجموع. | |
|               | عدة مكتبات | مكسيكو سيتي والمدن المكسيكية الكبرى                                             | المكسيك                                             | 1856-1867                                           | القوات الليبرالية والمناهضة لرجال الدين | أثناء وبعد حرب الإصلاح المكسيكية ، في ظل الحكومات الليبرالية لبينيتو خواريز وإجناسيو كومونفورت ، تم نهب أو تدمير العديد من مكتبات الأديرة والمكتبات المدرسية المملوكة للكنيسة من قبل القوات الليبرالية واللصوص، ومن أبرزها مكتبة دير سان فرانسيسكو، التي تضم أكثر من 16000 كتاب. (كانت الغالبية العظمى منها عبارة عن مجموعات فريدة من إنتاجات الحقبة الاستعمارية الإسبانية)، وتم تدمير المكتبة بالكامل. ومن بين المكتبات المهمة الأخرى مكتبة دير سان أوغستين، التي تعرضت للنهب والحرق. كما تم أيضًا تدمير دير كارمن دي سان أنجيل ومكتبته بالكامل (مع استعادة عدد قليل من الكتب)، ومكتبات الأديرة المتضررة الأخرى بدرجات مختلفة هي مكتبات سانتو دومينغو، ولاس كابوتشيناس، وسانتا كلارا، ولا ميرسيد، والمدرسة المملوكة للكنيسة كوليجيو دي سان . خوان دي ليتران، من بين آخرين، جميعهم في مكسيكو سيتي. ووقعت أحداث مماثلة في جميع أنحاء المكسيك، وخاصة في المدن الكبرى. إلى جانب الكتب، فُقدت أيضًا عناصر أخرى مثل قطع المذابح والمجموعات الفريدة من اللوحات الباروكية والصلبان والمنحوتات والكؤوس الذهبية والفضية (التي غالبًا ما تُسرق وتُذاب) في الفترة الاستعمارية. تشير التقديرات الإجمالية إلى أن إجمالي الكتب والمخطوطات المفقودة بلغ 100000 بحلول عام 1884. | |
|               | جامعة ألاباما | توسكالوسا، ألاباما                                                              | الولايات المتحدة                                    | 1865-05-04                                          | قوات من جيش الاتحاد | أثناء ال الحرب الأهلية الأمريكية ، دمرت قوات الاتحاد معظم المباني في حرم جامعة ألاباما، بما في ذلك مكتبتها التي تضم حوالي 7000 مجلد. | |
|               | مكتبة المسجد | تورنوفو، بلغاريا                                                                | الإمبراطورية العثمانية                              | 1877                                                | البلغار المسيحيون | تم تدمير الكتب التركية في إحدى المكتبات عندما احترق المسجد. | |
|               | المكتبة الملكية لملوك بورما | قصر ماندالاي                                                                    | بورما                                               | 1885-1887                                           | قوات من الجيش البريطاني | نهب البريطانيون القصر في نهاية الحرب الأنجلو بورمية الثالثة (لا تزال بعض القطع الأثرية التي تم أخذها معروضة في متحف فيكتوريا وألبرت في لندن) وأحرقوا المكتبة الملكية. | |
|               | مكتبة أكاديمية هانلين | أكاديمية هانلين                                                                 | الصين                                               | 1900-06-23/4                                        | المتنازع عليها. من المحتمل أن يكون شجعان كانسو يحاصرون غرب حي المفوضية، أو ربما من قبل قوات الدفاع الدولية. | أثناء حصار البعثات الدولية في بكين في ذروة تمرد الملاكمين ، تم إشعال النار في المكتبة الوطنية غير الرسمية للصين في أكاديمية هانلين، والتي كانت مجاورة للمفوضية البريطانية (من قام بذلك، سواء كان ذلك عن قصد أو عن غير قصد) متنازع عليها) وتم تدميرها بالكامل تقريبًا. تم نهب العديد من الكتب والمخطوطات التي نجت من النيران لاحقًا على يد القوى الأجنبية المنتصرة. | |
|               | مكتبة الجامعة الكاثوليكية في لوفين | لوفين                                                                           | بلجيكا                                              | 25-08-1914/05-1940                                  | قوات الاحتلال الألمانية | أشعل الألمان النار في المكتبة كجزء من حرق المدينة بأكملها في محاولة لاستخدام الإرهاب لقمع المقاومة البلجيكية للاحتلال. النيران في المكتبة مرة أخرى أثناء الغزو الألماني للوفان في بلجيكا في الحرب العالمية الثانية . | |
|               | مكتب السجلات العامة في أيرلندا | دبلن                                                                            | أيرلندا                                             | 1922                                                | المتنازع عليها. ممكن. عمدًا من قبل الجيش الجمهوري الإيرلندي المناهض للمعاهدة أو الاشتعال العرضي للمتفجرات المخزنة لديهم بسبب قصف قوات الحكومة المؤقتة . | تم احتلال المحاكم الأربع من قبل الجيش الجمهوري الأيرلندي المناهض للمعاهدة في بداية الحرب الأهلية الأيرلندية . تم قصف المبنى من قبل قوات الحكومة المؤقتة بقيادة مايكل كولينز . | |
|               | العديد من المكتبات الدينية | مدريد                                                                           | اسبانيا الجمهورية                                   | 1931                                                | الفوضويون ومناهضو رجال الدين | في عام 1931، قامت عدة مجموعات من اليساريين المتطرفين والفوضويين، بالتقاعس المتواطئ من الحكومة الجمهورية ، بإحراق العديد من الأديرة في مدريد. وشملت معظم المكتبات الهامة. من بينها، Colegio de la Inmaculada y San Pedro Claver والمعهد الكاثوليكي للفنون والصناعات الذي يضم مكتبة تضم 20000 مجلد؛ Casa Profesa الذي يضم مكتبة تضم 80 ألف مجلد، والتي كانت تعتبر ثاني أفضل مكتبة في إسبانيا في ذلك الوقت، بعد المكتبة الوطنية ؛ والمعهد الكاثوليكي للفنون والصناعات ، الذي يضم 20 ألف مجلد، بما في ذلك أرشيفات كاتب الحفريات غارسيا فيلادا، و100 ألف أغنية شعبية جمعها ب. أنطونيو مارتينيز. لقد ضاع كل شيء. | |
|               | المكتبة الشرقية (المعروفة أيضًا باسم دونغفانغ توشوجوان) | تشابي ، شنغهاي                                                                  | الصين                                               | 01/02/1932                                          | الجيش الإمبراطوري الياباني | خلال حادثة 28 يناير في الحرب الصينية اليابانية الثانية، قصفت القوات اليابانية المطبعة التجارية والمكتبة الشرقية الملحقة بها، مما أدى إلى إحراقها وتدمير معظم مجموعتها التي تضم أكثر من 500000 مجلد. | |
|               | معهد العلوم الجنسية | برلين                                                                           | ألمانيا النازية                                     | 1933-05-؟؟                                          | أعضاء اتحاد الطلاب الألمان | في 6 مايو 1933، شنت جمعية الطلاب الألمانية هجومًا منظمًا على معهد أبحاث الجنس. وبعد بضعة أيام، تم الاستيلاء على مكتبة وأرشيف المعهد علنًا وإحراقهما في شوارع ساحة الأوبرنبلاتز . | |
|               | جامعة تسينغ هوا الوطنية ، جامعة نان كاي ، معهد التكنولوجيا في خه باي ، كلية الطب في خه باي ، كلية الزراعة في خه باي ، جامعة تا هسيا ، جامعة كوانغ هوا ، جامعة هونان الوطنية |                                                                                 | الصين                                               | 1937-1945                                           | القوات اليابانية في الحرب العالمية الثانية | خلال الحرب العالمية الثانية ، دمرت القوات العسكرية اليابانية العديد من المكتبات الصينية أو دمرت جزئيًا، بما في ذلك مكتبات جامعة تسينغ هوا الوطنية في بكين (فقدت 200 ألف كتاب من أصل 350 ألف كتاب)، وجامعة نان كاي في تيان تشين (تمامًا). دمرت، فقدت 224000 كتاب)، معهد التكنولوجيا في خه بي، تيان تشين (دمر بالكامل)، كلية الطب في خه باي، باو تينغ (دمرت بالكامل)، كلية الزراعة في خه باي، باو تينغ (مدمرة بالكامل)، جامعة تا هسيا، شنغهاي (مدمرة بالكامل)، جامعة كوانغ هوا، شنغهاي (مدمرة بالكامل)، جامعة هونان الوطنية (مدمرة بالكامل). | |
|               | National Library of Serbia | المكتبة الوطنية في صربيا                                                        | بلغراد                                              | يوغوسلافيا                                          | 06/04/1941 | لوفتوافا الألمانية النازية | دمرت أثناء قصف بلغراد في الحرب العالمية الثانية بأمر من أدولف هتلر نفسه. تم تدمير حوالي 500.000 مجلد وجميع مجموعات المكتبة في واحدة من أكبر حرائق الكتب في التاريخ الأوروبي. |
|               | سس. مكتبة سيريل وميثوديوس الوطنية | صوفيا                                                                           | بلغاريا                                             | 1943-1944                                           | قصف الحلفاء لقوات الحلفاء الجوية | | |
|               | مكتبة كراسينسكي (التي تضم مجموعات خاصة من مكتبة بولندا الوطنية ، بما في ذلك مجموعة مكتبة زالوسكي ، بالإضافة إلى مجموعة مكتبة جامعة وارسو ومكتبة وارسو العامة )              | وارسو                                                                           | بولندا التي تحتلها ألمانيا ( الحكومة العامة )       | 1944                                                | القوات الألمانية النازية | أشعلت القوات الألمانية النازية النار في المكتبة عمدًا في أعقاب قمع انتفاضة وارسو عام 1944. وكان حرق هذه المكتبة جزءًا من التدمير العام المخطط لوارسو . | |
|               | مكتبة عائلة زامويسكي | وارسو                                                                           | بولندا التي تحتلها ألمانيا ( الحكومة العامة )       | 1944                                                | القوات الألمانية النازية | تم إحراق المكتبة (التي تضم مجموعات أكاديمية زامويسكي السابقة ) عمدًا من قبل القوات الألمانية النازية في أعقاب قمع انتفاضة وارسو عام 1944. وكان حرق هذه المكتبة جزءًا من التدمير العام المخطط لوارسو . اعتمادًا على المصدر، نجا ما بين 1800 إلى 3000 عنصر تشكل 1.5% إلى 3% فقط من المجموعة الأصلية (على الرغم من أنها الجزء الأكثر قيمة)، ويرجع ذلك جزئيًا إلى حقيقة أن القوات التي أحرقت المكتبة لم تلاحظ مدخل الطابق السفلي في الخلف. جانب المبنى. | |
|               | المحفوظات المركزية للسجلات التاريخية | وارسو                                                                           | بولندا التي تحتلها ألمانيا ( الحكومة العامة )       | 1944                                                | القوات الألمانية النازية | في أعقاب قمع انتفاضة وارسو عام 1944، لم يتم إشعال النار عمدًا في الأرشيف (أحد الأرشيفين الذي يحتوي على وثائق تاريخية للكومنولث البولندي الليتواني ، والآخر يقع في فيلنيوس ) فحسب، بل أيضًا في ألمانيا النازية . دخلت القوات أيضًا كل من الأقبية التسعة المقاومة للحريق التي يمكن الوصول إليها في الملجأ تحت الأرض وأحرقت بدقة واحدًا تلو الآخر (تم إغلاق المدخل إلى العاشر بالركام، وبالتالي تم إنقاذ محتوياته). جزء من التدمير العام المخطط لوارسو . | |
|               | مكتبات خاصة متعددة في جميع أنحاء طوكيو. | طوكيو                                                                           | الإمبراطورية اليابانية                              | 1945                                                | القوات الجوية للجيش الأمريكي | أدى القصف الأمريكي لطوكيو في مايو 1945 إلى تدمير العديد من المكتبات اليابانية الخاصة، مثل 40 ألف مجلد في منزل هاسيغاوا نيوزيكان. دمر قصف طوكيو بالقنابل الحارقة غالبية المكتبات الشخصية هناك، مما أدى إلى فقدان العديد من المنشورات التي كانت موجودة قبل الحرب بشكل دائم. ألحقت القنابل الحارقة أضرارًا بجامعة كيو في طوكيو. | |
|               | مكتبة وارسو العامة | وارسو                                                                           | بولندا التي تحتلها ألمانيا ( الحكومة العامة )       | 1945                                                | القوات الألمانية النازية | قبل اندلاع الحرب العالمية الثانية، كانت المكتبة تحتوي بالفعل على 500000 مجلد. في يناير 1945، أضرمت فيها النيران من قبل الجنود الألمان النازيين المنسحبين. ونتيجة لذلك، تم إتلاف 300 ألف كتاب، ونهب 100 ألف كتاب آخر. | |
|               | مكتبة راكزينسكي | بوزنان                                                                          | بولندا التي تحتلها ألمانيا ( Reichsgau Wartheland ) | 1945                                                | القوات الألمانية النازية | قامت القوات الألمانية النازية المنسحبة بزرع متفجرات في المبنى وتسببت في تفجيره، مما أدى إلى هدم المبنى بأكمله وإحراق 90% من المجموعة، بينما تم نهب الـ 10% المتبقية مسبقًا. | |
|               | المكتبة الوطنية اللبنانية | بيروت                                                                           | لبنان                                               | 1975                                                | الحرب الأهلية اللبنانية | بدأت حرب عام 1975 في وسط مدينة بيروت حيث تقع المكتبة الوطنية. خلال سنوات الحرب تعرضت المكتبة لأضرار جسيمة. وبحسب بعض المصادر، اختفت 1200 من أغلى المخطوطات، ولم يتبق أي ذكرى عن تنظيم المكتبة وإجراءاتها التشغيلية في ذلك الوقت. | |
|               | مكتبة كمبوديا الوطنية | بنوم بنه                                                                        | كمبوديا                                             | 1976-1979                                           | الخمير الحمر | أحرقت معظم الكتب وجميع السجلات الببليوغرافية. نجا 20% فقط من المواد. | |
|               | مكتبة جافنا العامة | يافا                                                                            | سيريلانكا                                           | 1981-05-؟؟                                          | ضباط شرطة بملابس مدنية وغيرهم | في مايو 1981، ثار حشد من البلطجية وضباط شرطة بملابس مدنية في شمال جافنا الذي تهيمن عليه الأقلية التاميلية ، وأحرقوا مكتبة جافنا العامة . تم تدمير ما لا يقل عن 95000 مجلد – وهي ثاني أكبر مجموعة مكتبية في جنوب آسيا. | |
|               | مكتبة السيخ المرجعية | البنجاب                                                                         | الهند                                               | 07/06/1984                                          | الجيش الهندي | قبل تدميرها على يد القوات الهندية، كانت المكتبة تضم مجموعة كبيرة تقدر بنحو 20000 عمل أدبي، بما في ذلك 11107 كتابًا و2500 مخطوطة وأرشيف صحف ورسائل تاريخية ووثائق/ملفات وغيرها معظمها عن السيخية وباللغة البنجابية ولكن أيضًا في مواضيع أخرى وبلغات أخرى. كان من الممكن أن يكون تدميرها عملاً يائسًا بسبب الفشل في العثور على رسائل أو وثائق يمكن أن تشير إلى تورط الحكومة الهندية آنذاك وزعيمتها أنديرا غاندي. | |
| !             | مكتبة الجامعة المركزية في بوخارست | بوخارست                                                                         | رومانيا                                             | 1989-12-2؟                                          | القوات البرية الرومانية | احترقت خلال الثورة الرومانية. | |
|               | المعهد الشرقي في سراييفو | سراييفو                                                                         | البوسنة والهرسك                                     | 17/05/1992                                          | جيش صرب البوسنة | دمرتها نيران القذائف أثناء حصار سراييفو. | |
|               | المكتبة الوطنية والجامعية في البوسنة والهرسك | سراييفو                                                                         | البوسنة والهرسك                                     | 25/08/1992                                          | جيش صرب البوسنة | تم تدمير المكتبة بالكامل أثناء حصار سراييفو. | |
|               | معهد البحوث الأبخازية للتاريخ واللغة والأدب والمكتبة الوطنية لأبخازيا | سوخومي                                                                          | أبخازيا                                             | 1992-10-؟؟                                          | القوات المسلحة الجورجية | دمرت خلال الحرب في أبخازيا. | |
|               | مكتبة المدينة | لينشوبينغ                                                                       | السويد                                              | 20/09/1996                                          | عدم وجود أدلة للمحاكمة | بعد عام من محاولات الحرق البسيطة المتكررة ضد مكتب معلومات المهاجرين الموجود في المبنى، تم إحراق المكتبة في النهاية وسويت بالأرض. | |
|               | مكتبة بول خومري العامة | بول خومري                                                                       | أفغانستان                                           | 1998                                                | ميليشيا طالبان | وكان يضم 55 ألف كتاب ومخطوطة قديمة. | |
|               | المكتبة والأرشيف الوطني العراقي ، مكتبة الأوقاف ، المكتبة المركزية لجامعة بغداد ، مكتبة بيت الحكمة ، المكتبة المركزية لجامعة الموصل ومكتبات أخرى                            | بغداد                                                                           | العراق                                              | 2003-04-؟؟                                          | أفراد مجهولون من سكان بغداد | نهبت العديد من المكتبات وأضرمت فيها النيران وتضررت ودُمرت بدرجات متفاوتة خلال حرب العراق عام 2003 . | |
|               | مكتبة الشعب تحتل وول ستريت | زوكوتي بارك، مانهاتن السفلى، مدينة نيويورك                                      | الولايات المتحدة                                    | 2011                                                | إدارة الصرف الصحي في مدينة نيويورك | تمت مصادرة أكثر من 5000 كتاب مفهرس في LibraryThing . | |
|               | المعهد العلمي المصري | القاهرة                                                                         | مصر                                                 | 2011-12-؟؟                                          | آثار اشتباكات الشوارع خلال الثورة المصرية | يقول التقدير الأول أنه تم حفظ 30 ألف مجلد فقط من إجمالي 200 ألف مجلد. | |
|               | معهد أحمد بابا (مكتبة تمبكتو) | تمبكتو                                                                          | مالي                                                | 2013-01-28                                          | الميليشيات الإسلامية | قبل أن تحترق المكتبة، كانت تحتوي على أكثر من 20 ألف مخطوطة، تم مسح جزء منها فقط اعتبارًا من يناير 2013. قبل وأثناء الاحتلال، تم حفظ أكثر من 300 ألف مخطوطة من مخطوطات تمبكتو من المعهد والمكتبات الخاصة ونقلها إلى المزيد مواقع آمنة. | |
|               | مكتبة راتاندا العامة | بلدية ليسيدي المحلية                                                            | جنوب أفريقيا                                        | 12/03/2013                                          | أعمال الشغب العامة | 1807 كتب مكتبة وبنية تحتية تكنولوجية بما في ذلك سبع محطات عمل للمستفيدين وآلة تصوير وشاشة تلفزيون كبيرة. | |
|               | مكتبات مصايد الأسماك والمحيطات في كندا |                                                                                 | كندا                                                | 2013                                                | حكومة كندا برئاسة رئيس الوزراء ستيفن هاربر | جهود الرقمنة لتقليل عدد المكتبات الأصلية التسع إلى سبع مكتبات وتوفير التكلفة السنوية البالغة 443,000 دولار كندي. تمت رقمنة 5-6% فقط من المواد، وتم التخلص من السجلات العلمية والأبحاث التي تم إنشاؤها بتكلفة دافعي الضرائب بعشرات الملايين من الدولارات، وحرقها، والتبرع بها. تمت الإشارة بشكل خاص إلى البيانات الأساسية المهمة للأبحاث البيئية، والبيانات من الاستكشافات في القرن التاسع عشر. | |
|               | مكتبة صاح | طرابلس                                                                          | لبنان                                               | 03-01-2014                                          | مجهول | احترقت المكتبة المسيحية، وكانت تحتوي على أكثر من 80 ألف مخطوطة وكتاب. | |
|               | الأرشيف الوطني للبوسنة والهرسك (جزئيًا) | سراييفو                                                                         | البوسنة والهرسك                                     | 07/02/2014                                          | سبعة من مثيري الشغب البوسنيين يشتبه في أنهم أشعلوا النار؛ وتم اعتقال اثنين (سالم خطيبوفيتش ونهاد ترنكا) في 4 أبريل 2014، أُطلق سراح سالم خطيبوفيتش ونهاد ترنكا (على الرغم من الاشتباه في تورطهما في الإرهاب)، بشرط عدم مغادرة مكان إقامتهما والامتناع عن إجراء أي اتصال مع بعضهما البعض. كما تم تكليف كلاهما بمراجعة الشرطة مرة واحدة كل أسبوع. | خلال اضطرابات عام 2014 في البوسنة والهرسك، تم تدمير كميات كبيرة من الوثائق التاريخية عندما تم إحراق أجزاء من أرشيف البوسنة والهرسك، الموجودة في المبنى الرئاسي. من بين المواد الأرشيفية المفقودة وثائق وهدايا من الفترة العثمانية ، ووثائق أصلية من الحكم النمساوي المجري 1878-1918 في البوسنة والهرسك ، بالإضافة إلى وثائق فترة ما بين الحربين العالميتين، وحكم دولة كرواتيا المستقلة 1941-1945. ، وأوراق من السنوات التالية، وحوالي 15000 ملف من غرفة حقوق الإنسان في البوسنة والهرسك في الفترة 1996-2003. وفي المستودعات التي احترقت، فُقد حوالي 60 بالمائة من المواد، وفقًا لتقديرات شعبان زاهيروفيتش، رئيس الأرشيف. | |
|               | مكتبات جامعة الموصل والمكتبات الخاصة | الموصل                                                                          | العراق                                              | 2014-12-؟؟                                          | استمرار حرق كتب داعش | حرق الكتاب. | |
|               | المكتبات في محافظة الانبار | محافظة الانبار                                                                  | العراق                                              | 2014-12-؟؟                                          | استمرار حرق كتب داعش | حرق الكتاب. | |
|               | معهد المعلومات العلمية للعلوم الاجتماعية (INION) (جزئيًا؟) | موسكو                                                                           | روسيا                                               | 29-01-2015                                          | مجهول. | الحريق امتد لمساحة 2000م 2 بالطابق الثالث. انهار السقف. أضرار إضافية بالمياه. درجة الحرارة المحيطة مرتفعة للغاية بحيث لا يمكن التجميد الذاتي للأعمال التالفة. تحتوي المكتبة على 14 مليون كتاب، بما في ذلك نصوص نادرة باللغات السلافية القديمة، ووثائق من عصبة الأمم، واليونسكو، وتقارير برلمانية من دول بما في ذلك الولايات المتحدة يعود تاريخها إلى عام 1789.[92 | |
|               | مكتبة الموصل العامة (المكتبة العامة المركزية في نينوى) | الموصل                                                                          | العراق                                              | 2015-02-؟؟                                          | حرق كتب داعش | 8000 كتاب ومخطوطة قديمة نادرة. مخطوطات من القرن الثامن عشر، كتب سريانية مطبوعة في أول مطبعة في العراق في القرن التاسع عشر، كتب من العصر العثماني، صحف عراقية من أوائل القرن العشرين. | |
|               | مكتبة كلية هوارد للقانون، جامعة كوازولو ناتال | ديربان                                                                          | جنوب أفريقيا                                        | 2016-09-06                                          | مهرجان يجب أن يسقط المتظاهرين | مكتبة القانون، بما في ذلك نصوص القانون الرومانية الهولندية المبكرة ، التي أحرقها المتظاهرون أثناء المواجهات مع الشرطة. | |

## الكوارث الطبيعية
| صورة | اسم المكتبة                                                | مدينة  | دولة                                           | تاريخ التدمير | أسباب و/أو حساب التدمير |
| ---- | ---------------------------------------------------------- | ------ | ---------------------------------------------- | ------------- | --- |
|      | المكتبة الملكية البرتغالية، قصر ريبيرا                     | لشبونة | البرتغال                                       | 1755-11-01    | زلزال لشبونة 1755 |
|      | جامعة طوكيو، مكتبة ماكس مولر، مكتبة نيشيمورا، مكتبة هوشينو |        | اليابان                                        | 01/09/1923    | زلزال كانتو الكبير 1923 وما تبعه من حرائق. في سبتمبر 1923، فقدت مكتبة جامعة طوكيو الإمبراطورية 700.000 مجلد بسبب زلزال كانتو الكبير 1923، وما تلاه من حرائق. |
|      | المكتبة نيكاراغوا الوطنية                                  |        | نيكاراغوا                                      | 1931، 1972    | تضررت في زلزال عام 1931. تسبب زلزال آخر عام 1972 في حدوث أضرار. علاوة على ذلك، تم نهبها. [ بحاجة لمصدر ]                                                     |
|      | العديد من المكتبات والمحفوظات والمتاحف [ بحاجة لمصدر ]     |        | إندونيسيا، ماليزيا، المالديف،تايلاند، سريلانكا | 2004-12-؟؟    | زلزال وتسونامي المحيط الهندي 2004. انظر تضرر المكتبة بسبب لزلزال المحيط الهندي عام 2004 .                                                                    |

## الحريق
| صورة | اسم المكتبة                                      | مدينة                                | دولة                                   | تاريخ التدمير          | حساب الدمار |
| ---- | ------------------------------------------------ | ------------------------------------ | -------------------------------------- | ---------------------- | --- |
|      | مكتبة سيلسوس                                     | أفسس                                 | الإمبراطورية الرومانية                 | 262                    | حريق ناجم عن زلزال جنوب غرب الأناضول 262 أو الغزو القوطي. |
|      | مكتبة جامعة كوبنهاغن                             | كوبنهاغن                             | الدنمارك                               | 1728 أكتوبر            | حريق كوبنهاغن عام 1728 |
|      | مكتبة القطن                                      | لندن، منزل أشبورنهام                 | المملكة المتحدة                        | 1731-10-23             | |
|      | مكتبة الكونغرس                                   | واشنطن العاصمة                       | الولايات المتحدة                       | 25/08/1814             | |
|      | مكتبة برمنغهام المركزية                          | برمنغهام                             | المملكة المتحدة                        | 1879/01/11             | اندلع حريق خلف حاجز خشبي؛ يُستخدم كجدار مؤقت أثناء عمليات البناء. تسبب الحريق في أضرار جسيمة، حيث تم حفظ 1000 مجلد فقط من أصل 50000 مجلد. |
|      | مكتبة جامعة فرجينيا                              | شارلوتسفيل                           | الولايات المتحدة                       | 1895-10-27             | |
|      | مكتبة ولاية نيويورك                              | ألباني (نيويورك)                     | الولايات المتحدة                       | 29/03/1911             | |
|      | المكتبة الوطنية في بيرو                          | ليما                                 | بيرو                                   | 10/05/1943             | |
|      | مكتبة المدرسة اللاهوتية اليهودية الأمريكية       | نيويورك                              | الولايات المتحدة                       | 18/04/1966             | حريق مكتبة المدرسة اللاهوتية اليهودية |
|      | مكتبة تشارلز أ. هالبرت العامة                    | باستير                               | سانت كيتس ونيفيس                       | 1982                   | |
|      | جامعة دالهاوسي، كلية شوليتش للحقوق               | هاليفاكس.                            | كندا                                   | 16/08/1985             | تسببت الصاعقة في حدوث ماس وخلل في النظام الكهربائي؛ مسبباًإندلاع حريق؛ دمر الطابق العلوي من المبنى؛ بما فيه المكتبة. |
|      | مكتبة لوس أنجلوس المركزية                        | لوس أنجلوس                           | الولايات المتحدة                       | 29/04/1986 و03/09/1986 | في الساعة 10:52 صباحًا يوم 29 أبريل 1986، نبه إنذار الحريق الموظفين والمستفيدين إلى حدوث حريق في المبنى الرئيسي للمكتبة. استجاب أكثر من 350 من رجال الإطفاء للحريق الذي استمر حوالي 7 ساعات. تم إتلاف ما يقدر بنحو 400000 كتاب وتعرضت 350000 مادة إضافية لأضرار كبيرة من الدخان والمياه. تم تحديد أن الحريق قد بدأ في الطبقة الخامسة من الكومة الشمالية الشرقية. |
|      | مكتبة أكاديمية العلوم                            | لينينغراد                            | اتحاد الجمهوريات الاشتراكية السوفياتية | 14/02/1988             | اندلع حريق عام 1988 في مكتبة أكاديمية العلوم في اتحاد الجمهوريات الاشتراكية السوفياتية (الآن مكتبة الأكاديمية الروسية للعلوم ) يوم الأحد 14 فبراير 1988، في قسم الصحف بالطابق الثالث من المكتبة. وبحسب القائم بأعمال مدير المكتبة فاليري ليونوف، فقد انطلق إنذار الحريق الساعة 8:13 مساءً، عندما كانت المكتبة مغلقة أمام الزوار. وبحلول الوقت الذي تم إخماد الحريق فيه بعد ظهر اليوم التالي، كان قد دمر ما بين 300.000 و400.000 كتابًا من إجمالي 12 مليون منزل. أصبح حوالي 3.5 مليون مجلد رطبًا في البداية بسبب رغوة مكافحة الحرائق. |
|      | مكتبة نورويتش                                    | نورويتش ، إنجلترا                    | المملكة المتحدة                        | 01/08/1994             | في 1 أغسطس 1994، اشتعلت النيران في مكتبة نورويتش المركزية بسبب ماس كهربائي. استجاب أكثر من مائة من رجال الإطفاء مع تصاعد النيران ورؤية الدخان من مسافة عشرين ميلاً. تم تدمير أكثر من 100 ألف كتاب وآلاف الوثائق التاريخية. |
|      | المكتبة الوطنية العراقية                         | بغداد                                | العراق                                 | 15-04-2003             | |
|      | مكتبة الدوقة آنا أماليا                          | فايمار                               | ألمانيا                                | 02/09/2004             | |
|      | مدرسة غلاسكو للفنون، مكتبة ريني ماكينتوش         | غلاسكو، اسكتلندا                     | المملكة المتحدة                        | 2014-05-24 و2018-06-15 | في 24 مايو 2014، اندلع حريق داخل مبنى تشارلز ريني ماكينتوش في مدرسة جلاسكو للفنون. فُقدت مكتبة ماكنتوش في الحريق؛ ومع ذلك، تم توجيه جميع الطلاب والموظفين إلى مكان آمن ولم تقع إصابات. بعد أن اشتعلت الغازات المنبعثة من علبة الرغوة المتوسعة المستخدمة في مشروع طلابي بواسطة جهاز عرض مشتعل. في وقت وقوع الحادث، لم يكن نظام إخماد الحرائق الذي تم تركيبه مؤخرًا في المبنى قيد التشغيل بعد. بينما كان مبنى ماكينتوش قيد التجديد في أعقاب حريق 2014، اندلع حريق ثان حوالي الساعة 11:15 مساءً يوم 15 يونيو 2018. وكان الحريق أكبر حجمًا من الحريق السابق، وقد دمرت الأضرار الناتجة كل التقدم في تجديد المبنى. بالإضافة إلى جزء من المدرسة الذي لم يمسه الحريق الأول. |
|      | معهد المعلومات العلمية للعلوم الاجتماعية (INION) | موسكو                                | روسيا                                  | 2015-01-31             | |
|      | مكتبة جامعة مزوزو                                | دقيقة                                | ملاوي                                  | 2015-12-18             | في الساعات الأولى من يوم 18 ديسمبر 2015، اشتعلت النيران في مكتبة جامعة مزوزو. على الرغم من أن الهيكل الخشبي والسجاد للمكتبة أدى إلى انتشار النيران بسرعة، إلا أن الطلاب والموظفين ورجال الإطفاء الموجودين في مكان الحادث حاولوا إنقاذ المواد عن طريق إخراجها من المبنى وبعيدًا عن النيران. ولكن بحلول الساعة الخامسة صباحًا انهارت المكتبة، مما أدى إلى فقدان 45 ألف مجلد. ثم أدت عاصفة ممطرة مفاجئة إلى زيادة الضرر بسبب نقع المواد التي تم إخراجها من المبنى المحترق. |
|      | المتحف الوطني في البرازيل                        | كوينتا دا بوا فيستا في ريو دي جانيرو | البرازيل                               | 2018-09-02             | لم يتم التحقيق فيها بعد. شاهد حريق متحف البرازيل الوطني . كما تم تدمير مكتبة المتحف. |
|      | مكتبة جاغر (جزئيًا)                               | كيب تاون                             | جنوب أفريقيا                           | 2021-04-18             | تم تدميره جزئيًا بسبب حريق جبل تيبل عام 2021. ومع ذلك، أوقفت أنظمة الكشف عن الحرائق بالمكتبة تدمير المجموعة بأكملها. |

## روابط خارجية
- مشروع جمع المخطوطات البوسنية
- التهديد الذي يواجه التراث العالمي في العراق: تدمير التراث